# Hafen Norderney
Der Hafen Norderney ist ein Fischerei-, Sportboot- und Fährhafen am südwestlichen Rand der Insel Norderney und Sitz der Reederei Norden-Frisia. Der Betreiber ist Niedersachsen Ports (N-Ports). Verwaltungsmäßig gehört der Hafen Norderney zum Stadtteil Fischerhafen, der zusätzlich auch noch das Gewerbegebiet von Norderney umfasst.

## Geschichte
Bis 1871 mussten die Norderney ansteuernden Dampfschiffe und Fährboote im parallel, südlich zur Insel verlaufenden Fahrwasser, dem Norderneyer Riffgat oder auch Norderneyer Reede genannt, ankern. Die Passagiere stiegen dann auf bereitliegende Boote oder bei Niedrigwasser auf Pferdewagen um und erreichten so trockenen Fußes die Insel.

„Sobald wir nämlich vor Anker gegangen waren, ließ unser Kapitän die Flagge aufziehen als das übliche Zeichen für die Insulaner von der Ankunft eines neuen Schiffes. Hierauf setzte sich eine Schaluppe, die in der Mitte unserer Entfernung vom Ufer lag, nach uns in Bewegung, in die das Einsteigen von unserem Ewer herab schon etwas misslich war. Da aber auch dieses Boot wieder wegen Mangels an erforderlicher Tiefe des Wassern uns noch nicht ganz ans Ufer bringen konnte, so kam uns nunmehr noch ein offener zweispänniger Korbwagen, bis über die Axen im Wasser, entgegengefahren, der uns aus dem Boote wieder mittelst einer noch gefährlicheren Aus- und Einsteigens aufnahm und endlich an den Strand brachte, wo wir von mehreren uns hier schon erwartenden Badegästen und den lustig aufspielenden Musikanten der Badeanstalt mit großem Jubel empfangen wurden“

Mit dem Bau einer eisernen Seebrücke im Jahr 1871 entfiel das Ausbooten der Schiffspassagiere. Die Brücke, die zum Winter hin abgebaut wurde, war 88 Meter lang und 2,50 Meter breit. Für den Entwurf des Anlegers erhielt Baurat Adolf Tolle die Fortschrittsmedaille von der Jury der Wiener Weltausstellung 1873 verliehen. 1873/74 war auch der 1200 Meter lange hochwasserfreie Fahrdamm aufgeschüttet, der vom Anleger zum Ortseingang (am heutigen Haus Schiffahrt) führte.
Die erste Personenbrücke im heutigen Hafen wurde im Zuge der Einrichtung einer Dampfschiff-Verbindung von Norddeich Mole im Jahre 1872 errichtet. 1873/74 folgte die Fertigstellung des Hafenbeckens mit einem insgesamt 1268 Meter langen Hafendamm, der dem Hafenbecken eine C-Form verleiht (siehe Bild rechts).
1880 wurde mit dem Hafenbau begonnen, wesentliche Erweiterungen erfolgten zwischen 1888 und 1892. Am Hafenkopf befand sich eine gesonderte Brücke, der Lloyd-Anleger, für die Salonschnelldampfer aus Hamburg und Bremerhaven. Der Hafen erleichterte auch das Löschen und Laden von Ladung.
Seit 1888 existiert die ganzjährige Fährverbindung zwischen Norderney und dem Festland. Um den Komfort der wartenden Reisenden zu verbessern wurde 1890 mit dem Bau einer ersten Wartehalle am Hafen begonnen. Heute gibt es neben der Wartehalle die zwei Fähranleger Nord- und Südmole für die Autofähren der Reederei Norden-Frisia, die im Hafen ihren Sitz hat. Daneben steht eine Personenbrücke, über die der Ausflugsverkehr zu den Nachbarinseln, ins Wattenmeer und für die Verbindung Norderney–Helgoland abgewickelt wird.
Im April 2022 startete der Baubeginn zur Erneuerung der Südmole am Fähranleger 1. Das Bauwerk schützt die Fähren vor Wind und Wellen, so dass ein einlaufen und Anlegen problemlos möglich ist. Untersuchungen der Spundwände im Jahr 2019 hatten ergeben, dass ihre Standsicherheit auf Dauer nicht mehr gegeben war und eine Restaurierung erforderlich wurde. Die Südmole war 1968 neu gebaut worden, um eine schnellere Anlegemöglichkeit für den in der Zeit stark zunehmenden Tourismusverkehr zu schaffen und ersetzte den alten Anleger von 1892. Durch das Meerwasser und den schwankenden Wasserstand sind die Stahlspundwände anfällig für Korrosion. Durch den Abbruch der alten Mole entstand ein Sandaushub von 2600 m³. Während der Bauarbeiten wurde der Fähranleger 2 als Ausweichmöglichkeit für die Fährschiffe genutzt. Aufgrund der priorisierten Bauarbeiten des LNG-Terminals Wilhelmshaven wurden die Arbeiten an der Südmole für zehn Monate unterbrochen, so dass eine Aufnahme der Bauarbeiten erst im März 2023 erfolgen konnte. Die offizielle Einweihung der Südmole erfolgte am 10. Juli 2024 unter anderem durch den niedersächsischen Wirtschaftsminister Olaf Lies. Die Baukosten betrugen rund acht Millionen Euro, dabei wurde das Molenbecken im Vergleich zum vorangehenden Bauwerk um drei Meter auf 18 Meter verbreitert, um ein besseres Manövrieren der Fähren zu ermöglichen.

## Heutige Bedeutung
Es besteht eine Fährverbindung im Liniendienst der Reederei Norden-Frisia zwischen Norderney und Norddeich Mole. Die Fährschiffe Frisia I, Frisia II, Frisia III, Frisia IV, Frisia V und Frisia VI stellen die Verkehrsverbindung von und nach Norderney sicher. Befördert wurden im 1. Halbjahr 2004 825.000 Personen und insgesamt 180.000 Autos und Lieferfahrzeuge, wonach die Verbindung Norddeich-Mole/Norderney die zweitwichtigste deutsche Fährverbindung ist. Vergleichszahlen aus dem Jahr 2009 ergaben 1.976 Millionen Fahrgäste und rund 146.500 Pkw-Beförderungen. Mit der Frisia X sind Ausflugsfahrten zu den benachbarten Inseln möglich.
Im Norderneyer Hafen wurde 2004 das Stationsgebäude der Deutschen Gesellschaft zur Rettung Schiffbrüchiger (DGzRS) eingeweiht. Es löste den am Weststrand der Insel gelegenen Bootsschuppen Norderney-Ost ab und dient als Gebäude für Veranstaltungen und Reparaturen, die dort durchgeführt werden können. An einem Ponton im Hafen liegt für die Seenotrettung ein Seenotrettungskreuzer.
Das Wasserstraßen- und Schifffahrtsamt Emden (WSA Emden) unterhält auf Norderney eine Außenstelle in Form eines Bauhofs (Tonnenhof). Der Tonnenleger Norden und die Lütjeoog haben die Aufgabe, die Fahrwasserrinnen nördlich und südlich der ostfriesischen Inselkette mit Seezeichen (Tonnen, Pricken und Messbojen) zu versehen und diese zur Reparatur oder Erweiterung nach Norderney oder Emden zu transportieren. Die Norden führt auch Versorgungsfahrten im Bereich des ostfriesischen Wattenmeers durch. Das Vermessungsschiff Norderney ist mit Fahrwasserpeilungen im Bereich der Ostfriesischen Inseln von Borkum (Emsmündung) bis Minsener Oog (Jadebusen/Wesermündung) beauftragt. Mit der THOR, die in Wilhelmshaven liegt, jedoch organisatorisch dem Niedersächsischen Landesbetrieb für Wasserwirtschaft, Küsten- und Naturschutz (NLWKN), Betriebsstelle Norden/Norderney, unterstellt ist, der Janssand und der Leyhörn stehen Schiffe zur Schadstoffbekämpfung auf See zur Verfügung. Mit der Otto Treplin unterhält die Reederei Norden-Frisia seit Sommer 2008 ein Verkehrssicherungsfahrzeug. Das Schiff hat die Aufgabe, das für den Schiffsverkehr gesperrte Baufeld des Offshore-Windparks alpha ventus vor Borkum zu sichern und den umliegenden Seeraum auf mögliche Gefährdungen durch den Seeverkehr zu überwachen.
Neben den Fähren und der vom Niedersächsischen Landesbetrieb für Wasserwirtschaft, Küsten- und Naturschutz (NLWKN) eingesetzten Flotte der Betriebsstelle Norden-Norderney/Forschungsstelle Küste gibt es seit 1977 einen Sportboothafen im Norderneyer Hafen, der direkt an den Hafen angeschlossen ist und vom Seglerverein Norderney e. V. betrieben wird. Erster Vorsitzender und Gründer des Vereins war von 1925 bis 1939 und von 1933 bis 1947 der Maler Poppe Folkerts.
Der Seglerverein Norderney e. V. ist mit knapp 300 Liegeplätzen an den Hafen angeschlossen und unterhält das ehemalige Ostsee-Fahrgastschiff Deutsch-Sowjetische Freundschaft unter dem Namen MS Freundschaft als Schulschiff. Außerdem gibt es eine Surfschule. Zwei Speditionen und mehrere Unternehmen sind ebenfalls im Hafen ansässig.
Zusätzlich zu einer Schiffsdiesel- und Wassertankstelle befindet sich westlich des Hafens, ebenfalls am Südufer der Insel gelegen, die Laderampe des Güterfähranleger, an der Flachkiel-Güterfähren, wie die Frisia VII, Frisia VIII und der Inselentsorger Störtebeker aus Norddeich festmachen können, um Ver- und Entsorgungsfahrten zwischen Norddeich-Mole und Norderney zu übernehmen. Hierbei wird der Müll der Müllumschlaganlage auf der Insel abtransportiert, der auf dem Festland, unter anderem in Großefehn, Hage, sowie im Wiederverwertungszentrum Georgsheil, weiter verwertet wird. Nach Informationen der Reederei Norden-Frisia beläuft sich das Frachtvolumen auf 350.000 Tonnen pro Jahr.

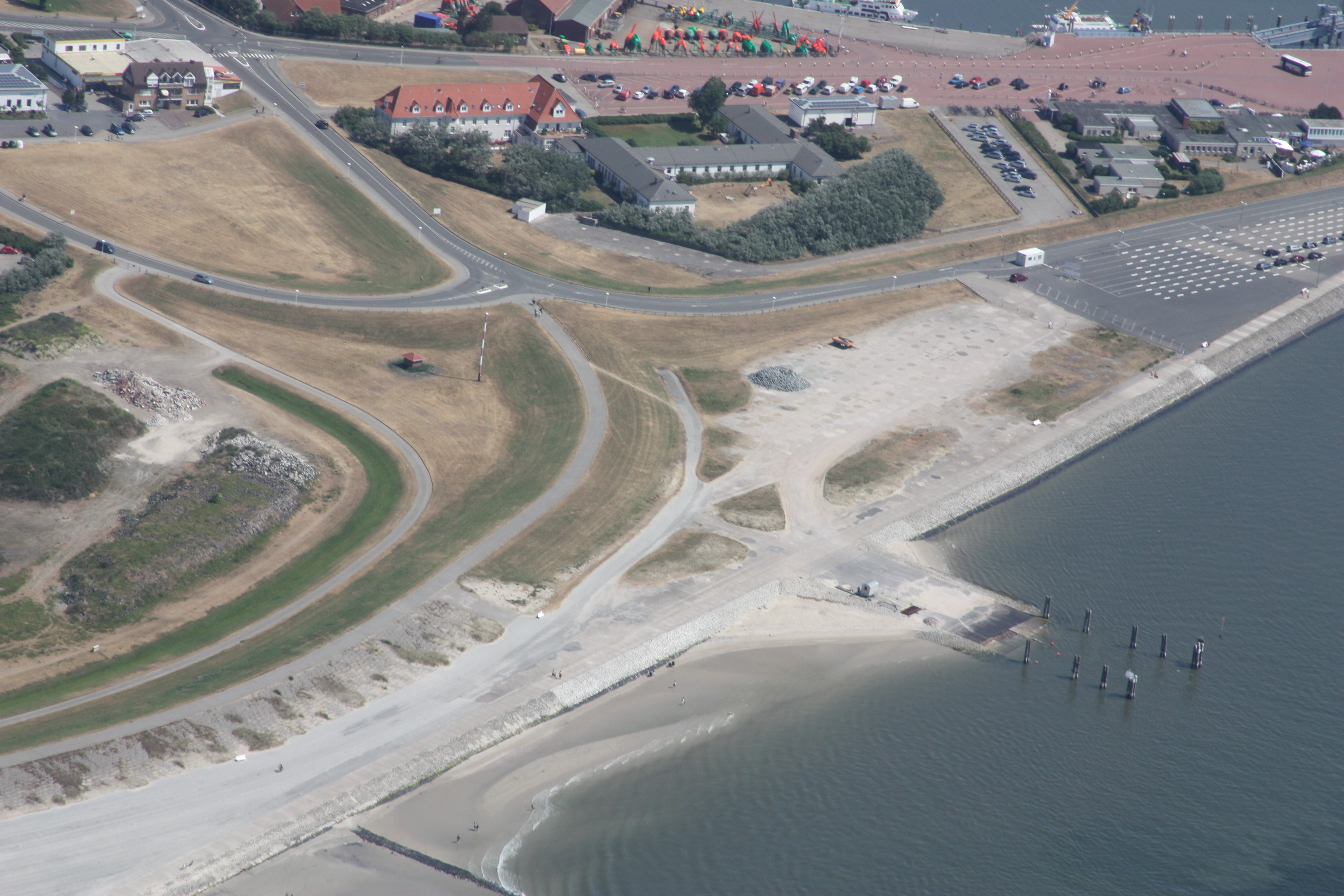
Güterfähranleger und Bundeswehr-Sozialwerk
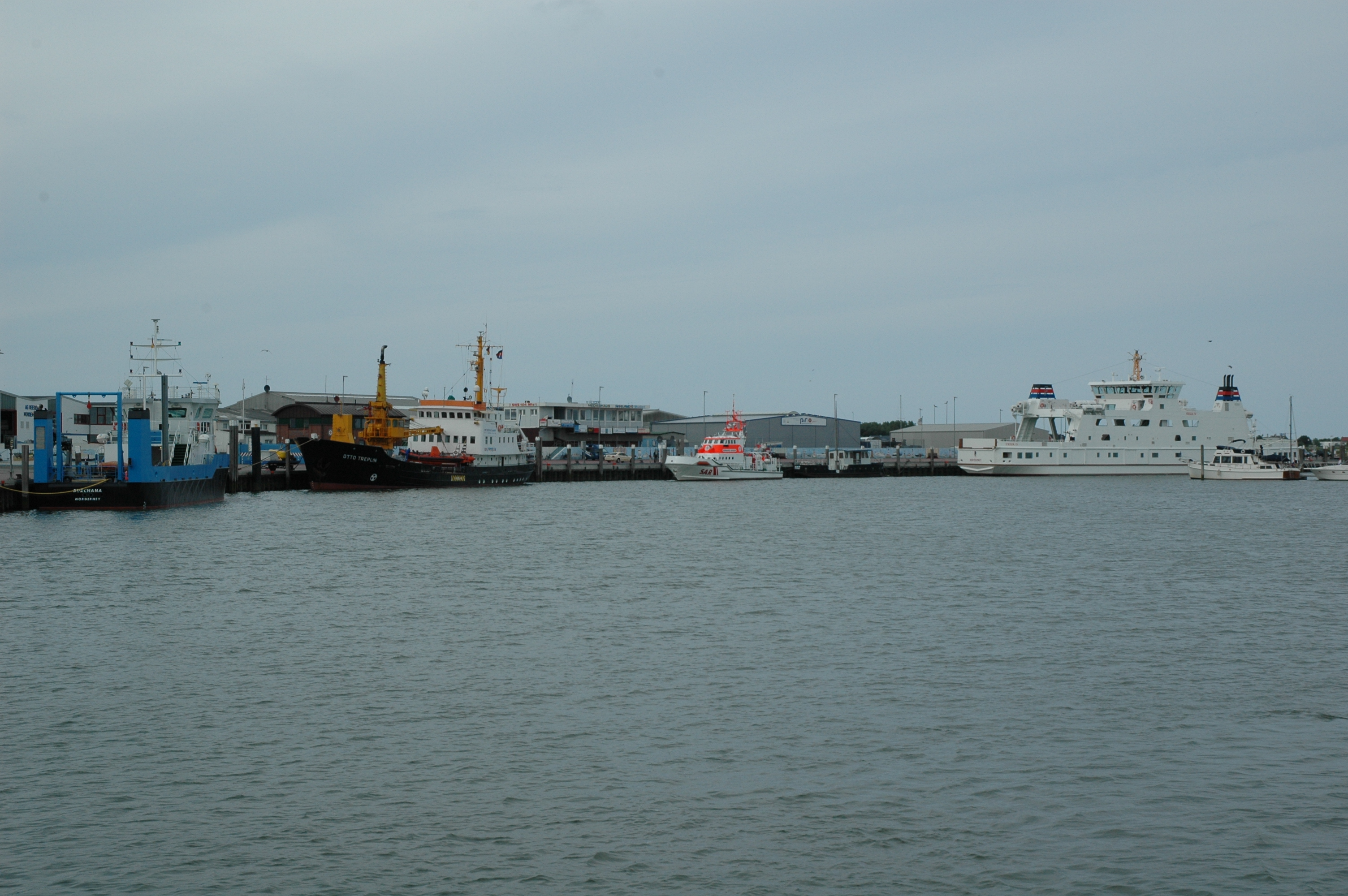
Festgemachte Schiffe
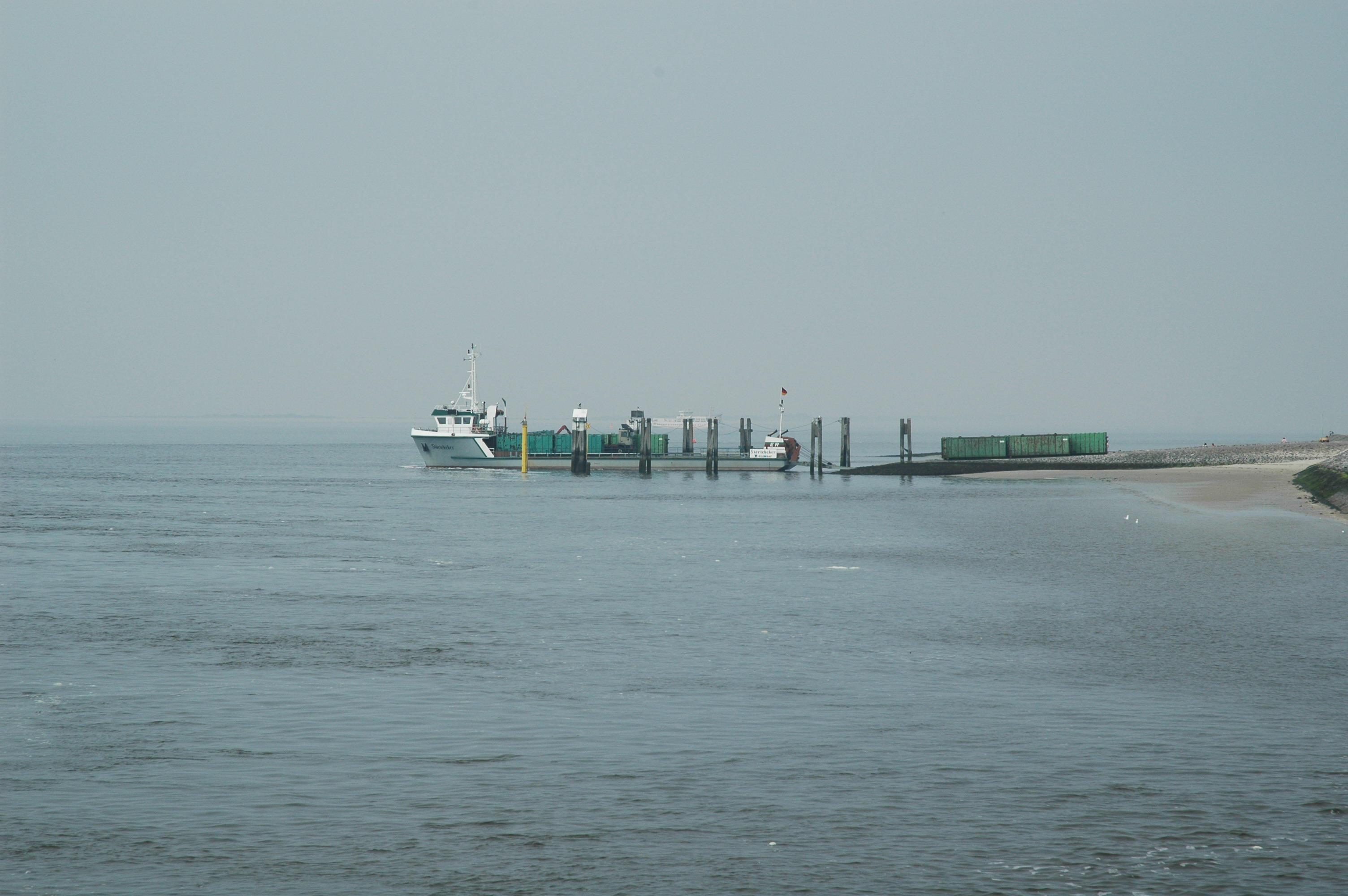
Entsorger Störtebeker